# Fluminese
Il Fluminese è un territorio già minerario, prevalentemente montuoso, comprendente i comuni di Buggerru e di Fluminimaggiore, con una superficie di 156,44 km² e 4.102 residenti. All'inizio del Novecento, questo territorio raggiunse i 10.000 abitanti, con Buggerru che aveva quasi 6.000 residenti; e corrispondeva al soppresso mandamento di Fluminimaggiore, sede di pretura con uffici giudiziari. In passato il territorio del Fluminese era una parte della Viscontea di Flumini e Gessa, feudo amministrato dal casato degli Asquer. Il Fluminese fu considerato un "distretto" o "circondario" minerario particolare, per il numero rilevante di miniere e per l'importanza delle attività estrattive, che si differenziava da quello dell'Arburese, del Guspinese e del Villacidrese, costituenti l'Alto Iglesiente, e dalla vicina zona mineraria del Basso Iglesiente o vallata del Cixerri.